# Hämatothorax

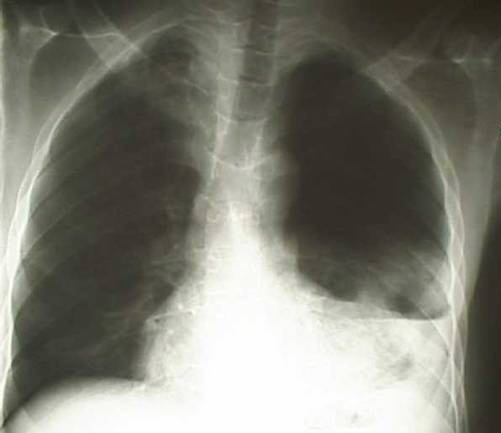
Linksseitiger Hämatothorax

Unter Hämatothorax, auch Hämothorax genannt, versteht man eine Ansammlung von Blut im Pleuraraum. Es handelt sich um eine exsudative Form des Pleuraergusses.

## Ätiologie
Ein Hämatothorax entsteht meist durch stumpfe Thoraxtraumata, bei denen neben Verletzungen der großen Gefäße des Mediastinums auch Rupturen der A. mammaria und Interkostalarterie oder -vene ursächlich sein können. Liegt eine penetrierende Verletzung vor so ist eine Läsion eines Lungengefäßes wahrscheinlich. Andere Ursachen können postoperative Nachblutungen, z. B. nach Lungenbiopsie, Pleurapunktion oder ZVK-Anlage sein.

## Symptome
Symptomatisch zeigt sich Atemnot (Dyspnoe) sowie Zeichen einer zunehmenden Zentralisation des Blutkreislaufs (Hypotonie, Tachykardie, Kaltschweißigkeit, blasse Haut).

## Diagnose
Diagnostisch zeigt sich eine Kombination von Dyspnoe sowie pathologischem Auskultations- (abgeschwächtes bzw. fehlendes Atemgeräusch) und Perkussionsbefund (hypersonorer Klopfschall). So kann mit hoher Wahrscheinlichkeit ein Hämato- bzw. Pneumothorax vermutet werden. Ein Röntgen oder CT des Thorax dient der Bestätigung der Verdachtsdiagnose. Im Röntgenbild kann jedoch nicht zwischen Hämatothorax, Pleuraerguss, Chylothorax und Pyothorax/Pleuraempyem unterschieden werden, deswegen erfolgt die sichere Diagnose meist mittels CT. Im Schnittbild kann eine eindeutige Identifizierung mittels der Dichtewerte (HE) erfolgen. Wenn sich bei einer Pleuraprobepunktion ein blutiges Punktat zeigt, sollte der Hämatokrit des Punktats bestimmt werden. Übersteigt dieser 50 % des Hämatokritwertes des peripheren Blutes, besteht ein Hämatothorax.

## Therapie
Initial erfolgt die Einlage einer Thoraxdrainage. Sollten pro Stunde mehr als 300–400 ml oder insgesamt mehr als 1500 ml Blut drainiert werden bzw. röntgenologisch fehlender vollständiger Entfaltbarkeit der Lunge, kann eine operative Intervention erwogen werden. Wenn die Anlage einer Thoraxdrainage nicht gelingt, kann sie unter CT-Kontrolle präzise eingebracht werden.